# Finale de la Ligue des champions de l'UEFA 1994-1995
La finale de la Ligue des champions de l'UEFA 1994-1995 est la 40e de l'histoire de la compétition. Elle oppose l'Ajax Amsterdam à l'AC Milan.
Le club néerlandais remporte une quatrième C1, sa dernière pour ce qui constitue le XXe siècle.Vingt deux ans après son dernier succès dans cette compétition le club batave triomphe avec une génération dorée, Patrick Kluivert qui n'a à l'époque que 18 ans sera l'unique réalisateur de cette rencontre. Côté Milan il sera à noter l'absence de l'international yougoslave Dejan Savićević blessé à la cuisse gauche.
Ce fut une finale dite verrouillée, où l'AC Milan allait se procurer les meilleures occasions en première période, Marco Simone étant le lombard le plus dangereux, obligeant par deux fois le gardien batave Edwin van der Sar à jouer les sauveurs, sur une reprise de volée d'une part, et sur une action dos au but où l'attaquant italien élimine Michael Reiziger avant de voir sa frappe échouer sur le portier néerlandais. Précédemment il avait été à l'origine d'une offensive orchestrée avec Paolo Maldini mais mal conclue par Christian Panucci.
Un premier acte où la formation néerlandaise n'aura à mettre à son actif qu'une tête de Frank de Boer à la suite d'un corner.
L'issue de cette 40e finale allait s'écrire à la 85e minute, le jeune Patrick Kluivert 18 ans entré en cours de jeu poussait en bout de course dans le but adverse un ballon glissé par son coéquipier Frank Rijkaard, une réalisation tardive scellant un 4e titre de champion d'Europe pour le club néerlandais. Une quatrième C1 couronnant de jeunes joueurs issus du centre de formation de l'Ajax (le Toekomst).

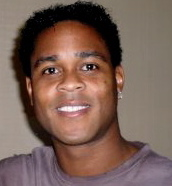
Patrick Kluivert est l'unique buteur de la finale.

## Parcours des finalistes
Note : dans les résultats ci-dessous, le score du finaliste est toujours donné en premier (D : domicile ; E : extérieur).
| Rang | Équipe            | Pts | J | G | N | P | Bp | Bc | Diff |
| ---- | ----------------- | --- | - | - | - | - | -- | -- | ---- |
| 1    | Ajax Amsterdam    | 10  | 6 | 4 | 2 | 0 | 9  | 2  | +7   |
| 2    | AC Milan          | 5-2 | 6 | 3 | 1 | 2 | 6  | 5  | +1   |
| 3    | Austria Salzbourg | 5   | 6 | 1 | 3 | 2 | 4  | 6  | -2   |
| 4    | AEK Athènes       | 2   | 6 | 0 | 2 | 4 | 3  | 9  | -6   |

| Rang | Équipe            | Pts | J | G | N | P | Bp | Bc | Diff |
| ---- | ----------------- | --- | - | - | - | - | -- | -- | ---- |
| 1    | Ajax Amsterdam    | 10  | 6 | 4 | 2 | 0 | 9  | 2  | +7   |
| 2    | AC Milan          | 5-2 | 6 | 3 | 1 | 2 | 6  | 5  | +1   |
| 3    | Austria Salzbourg | 5   | 6 | 1 | 3 | 2 | 4  | 6  | -2   |
| 4    | AEK Athènes       | 2   | 6 | 0 | 2 | 4 | 3  | 9  | -6   |

1. ↑  Au cours de la rencontre entre l'AC Milan et l'Austria Salzbourg, le gardien autrichien Otto Konrad est touché à la tête par une bouteille en plastique envoyée depuis les tribunes, ce qui l'envoie à l'hôpital. En conséquence de cet incident, Milan se voit déduire les deux points de la victoire et doit jouer ses deux autres matchs à domicile au stade Nereo-Rocco de Trieste[3].

### Anecdote
L'entraineur de l'AC Milan Fabio Capello, avait déjà perdu en tant que joueur de la Juventus la finale de la Ligue des Champions 1973 contre l'Ajax Amsterdam sur le score de 1 à 0.
Alors âgé de 18 ans et 327 jours, Patrick Kluivert devient le plus jeune buteur de l'histoire en finale.

## Feuille de match
| 24 mai 1995 | Ajax Amsterdam | 1–0 | AC Milan | Stade Ernst-Happel, Vienne                       |                                                  |
| 20:30       | Kluivert 85e   |     |          | Spectateurs : 49 730 Arbitrage : Ion Crăciunescu | Spectateurs : 49 730 Arbitrage : Ion Crăciunescu |
| 20:30       | Rapport        |     |          | Spectateurs : 49 730 Arbitrage : Ion Crăciunescu | Spectateurs : 49 730 Arbitrage : Ion Crăciunescu |

| Ajax | Milan |

|                |    |                   |     |     |
|                |    |                   |     |     |
| G              | 1  | Edwin van der Sar |     |     |
| DD             | 2  | Michael Reiziger  |     |     |
| DC             | 3  | Danny Blind       | 44e |     |
| DC             | 4  | Frank Rijkaard    |     |     |
| DG             | 5  | Frank de Boer     |     |     |
| MC             | 6  | Clarence Seedorf  |     | 53e |
| MC             | 8  | Edgar Davids      |     |     |
| MO             | 10 | Jari Litmanen     |     | 70e |
| ATD            | 7  | Finidi George     |     |     |
| ATD            | 11 | Marc Overmars     | 33e |     |
| AVC            | 9  | Ronald de Boer    |     |     |
| Remplaçants :  |    |                   |     |     |
| G              | 12 | Fred Grim         |     |     |
| D              | 13 | Winston Bogarde   |     |     |
| ATT            | 14 | Nwankwo Kanu      |     | 53e |
| ATT            | 15 | Patrick Kluivert  |     | 70e |
| ATT            | 16 | Peter van Vossen  |     |     |
| Entraineur :   |    |                   |     |     |
| Louis van Gaal |    |                   |     |     |

|               |    |                       |  |     |
|               |    |                       |  |     |
| G             | 1  | Sebastiano Rossi      |  |     |
| DD            | 2  | Christian Panucci     |  |     |
| DC            | 5  | Alessandro Costacurta |  |     |
| DC            | 6  | Franco Baresi         |  |     |
| DG            | 3  | Paolo Maldini         |  |     |
| MD            | 7  | Roberto Donadoni      |  |     |
| MC            | 4  | Demetrio Albertini    |  |     |
| MC            | 8  | Marcel Desailly       |  |     |
| MG            | 10 | Zvonimir Boban        |  | 84e |
| ATT           | 9  | Daniele Massaro       |  | 88e |
| ATT           | 11 | Marco Simone          |  |     |
| Remplaçants : |    |                       |  |     |
| G             | 12 | Mario Ielpo           |  |     |
| D             | 13 | Filippo Galli         |  |     |
| M             | 14 | Stefano Eranio        |  | 88e |
| M             | 15 | Gianluigi Lentini     |  | 84e |
| M             | 16 | Giovanni Stroppa      |  |     |
| Entraineur :  |    |                       |  |     |
| Fabio Capello |    |                       |  |     |

| Arbitres assistants : Nicolae Grigorescu Tudor Constantinescu Quatrième arbitre : Adrian Porumboiu |